# Anders Konradsen
Pour les articles homonymes, voir Konradsen.
Anders Ågnes Konradsen, né le 18 juillet 1990 à Bodø en Norvège, est un footballeur international norvégien qui évoluait au poste de milieu de terrain.

## Biographie

### Débuts en Norvège
Natif de Bodø, une ville du nord de la Norvège, située juste au nord du Cercle polaire Arctique, Anders Konradsen commence le football au FK Bodø/Glimt, le club de sa ville natale. 
Il dispute son premier match professionnel le 13 juin 2007, dans un match de Coupe de Norvège opposant son club au FK Lofoten (victoire 3-1 après prolongation). 
À partir de 2009, il s'impose comme un titulaire dans cette équipe. Il est alors considéré comme un des principaux espoirs du football norvégien, et il est sélectionné dans les différentes équipes nationales norvégiennes de jeunes : moins de 17 ans, moins de 18 ans, et moins de 19 ans. 
Au cours de la saison 2009, et malgré ses bonnes prestations, il ne peut empêcher la relégation de son club en Division 2. En 2010, il reste néanmoins dans son club, dont il termine meilleur buteur de la saison, mais l'objectif de la remontée est raté. 
Début 2011, il est alors transféré Strømsgodset IF, un club de milieu de tableau basé à Drammen, dans la banlieue d'Oslo. Au cours des saisons 2011 et 2012, il multiplie les bonnes prestations, permettant ainsi à son club de terminer deuxième du championnat en 2012. 
Logiquement, il est sélectionné en équipe de Norvège espoirs, avec laquelle il se qualifie pour le championnat d'Europe espoirs 2013, après avoir notamment battu l'équipe de France espoirs en match de barrage : défaite 1-0 au match aller au Stade Océane du Havre, puis victoire 5-3 au match retour disputé à Drammen, dans le stade de son club. Au cours de ce match retour, il marque notamment un but. 
Le 14 novembre 2012, il connaît sa première sélection en Équipe de Norvège lors d'un match amical contre la Hongrie, en entrant en jeu à quelques minutes de la fin du match.

### Au Stade rennais
Le 25 janvier 2013, il signe en faveur du Stade rennais un contrat de trois ans et demi. Il connaît une première demi-saison difficile sous ses nouvelles couleurs, alors sous les ordres de Frédéric Antonetti, de nombreuses petites blessures l'empêchant de trouver sa place au sein de l'effectif Rouge et Noir. 
Lors de la saison 2013-2014, Philippe Montanier, le nouvel entraîneur rennais, lui accorde plus de temps de jeu. Il en profite pour marquer son premier but en match officiel en France, lors d'un seizième de finale de Coupe de France face à l'US Boulogne CO . Le 23 février 2014, il marque son premier but en Ligue 1 lors d'une victoire du Stade rennais trois buts à zéro contre le FC Nantes. Il finit la saison dans la peau d'un titulaire en devenant un élément important du système de Philippe Montanier et en enchaînant les matchs. Il réalise ainsi une saison presque complète après ses débuts difficiles
Lors de la saison suivante, il perd du temps de jeu au profit de la nouvelle recrue Gelson Fernandes. Il parvient cependant à se distinguer lors de ses apparitions, en marquant le but de l'égalisation face à l'Olympique de Marseille en Coupe de la Ligue, pour une victoire finale 2-1. Puis il marque le but de la victoire face à l'OGC Nice lors de la 16e journée de championnat. 

### Retour en Norvège
Le 16 août 2015, Anders Konradsen quitte le Stade rennais, et s'engage pour trois ans et demi avec le Rosenborg BK. Au terme de la saison 2021 du championnat de Norvège, il quitte le club.

### Profil du joueur
Il est présenté comme un milieu de terrain assez polyvalent, capable de jouer soit comme milieu récupérateur, soit comme milieu relayeur, voire comme ailier. À Rennes, son entraîneur Philippe Montanier l'utilise le plus souvent en milieu défensif, louant ses qualités à la récupération et son volume de jeu. Il apprécie également son sens tactique mais estime qu'il peut progresser dans l'apport offensif.

## Statistiques
| Saison                | Club                  | Championnat           | Championnat | Championnat | Coupe nationale | Coupe nationale | Coupe de la Ligue | Coupe de la Ligue | Compétition(s) continentale(s) | Compétition(s) continentale(s) | Compétition(s) continentale(s) | Norvège | Norvège | Total | Total |
| Saison                | Club                  | Division              | M.          | B.          | M.              | B.              | M.                | B.                | Comp.                          | M.                             | B.                             | M.      | B.      | M.    | B.    |
| 2007                  | FK Bodø/Glimt         | 2                     | 7           | 0           | 0               | 0               | -                 | -                 | -                              | -                              | -                              | -       | -       | 7     | 0     |
| 2008                  | FK Bodø/Glimt         | 1                     | 8           | 0           | 0               | 0               | -                 | -                 | -                              | -                              | -                              | -       | -       | 8     | 0     |
| 2009                  | FK Bodø/Glimt         | 1                     | 26          | 2           | 0               | 0               | -                 | -                 | -                              | -                              | -                              | -       | -       | 26    | 2     |
| 2010                  | FK Bodø/Glimt         | 2                     | 27          | 9           | 0               | 0               | -                 | -                 | -                              | -                              | -                              | -       | -       | 27    | 9     |
| Sous-total            | Sous-total            | Sous-total            | 68          | 11          | 0               | 0               | -                 | -                 | -                              | -                              | -                              | -       | -       | 68    | 11    |
| 2011                  | Strømsgodset IF       | 1                     | 28          | 4           | 1               | 0               | -                 | -                 | C3                             | 2                              | 0                              | -       | -       | 31    | 4     |
| 2012                  | Strømsgodset IF       | 1                     | 29          | 1           | 5               | 3               | -                 | -                 | -                              | -                              | -                              | 1       | 0       | 35    | 4     |
| Sous-total            | Sous-total            | Sous-total            | 57          | 5           | 6               | 3               | -                 | -                 | -                              | 2                              | 0                              | 1       | 0       | 66    | 8     |
| 2012-2013             | Stade rennais FC      | 1                     | 6           | 0           | 0               | 0               | 0                 | 0                 | -                              | -                              | -                              | 1       | 0       | 7     | 0     |
| 2013-2014             | Stade rennais FC      | 1                     | 24          | 1           | 5               | 1               | 1                 | 0                 | -                              | -                              | -                              | 3       | 1       | 33    | 3     |
| 2014-2015             | Stade rennais FC      | 1                     | 19          | 2           | 2               | 0               | 3                 | 1                 | -                              | -                              | -                              | -       | -       | 24    | 3     |
| Sous-total            | Sous-total            | Sous-total            | 49          | 3           | 7               | 1               | 4                 | 1                 | -                              | -                              | -                              | 4       | 1       | 64    | 6     |
| Total sur la carrière | Total sur la carrière | Total sur la carrière | 167         | 19          | 13              | 4               | 4                 | 1                 | -                              | 2                              | 0                              | 5       | 1       | 191   | 25    |

## Palmarès
- Championnat de Norvège : 2015 et 2016